# 日本切手専門カタログ

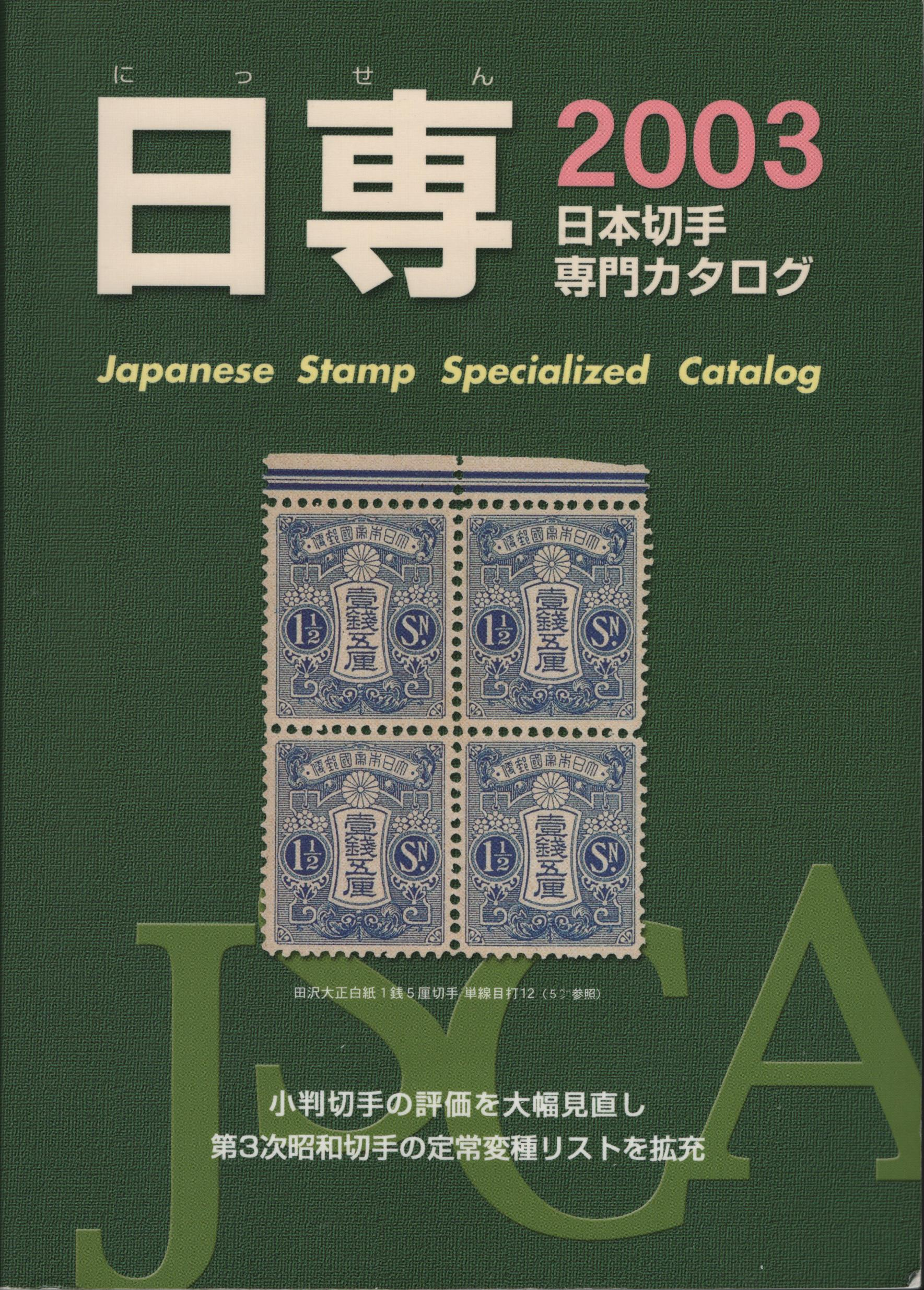

日本切手専門カタログ（にほんきってせんもんかたろぐ、JSCA）とは、日本郵趣出版刊行し、日本切手では最も専門的なカタログである。通称は『日専』。

## 概要
1960年（昭和35年）12月に刊行された『新日本切手カタログ』（1961年版、B6判）を前身とし、1967年版からはA5判で刊行される。1978年版からは名称を『日本切手専門カタログ』に変更。2010年で刊行50周年を迎えた。日本で最初に発行された切手から最新の切手までについて、専門的な切手評価とデータを記載する。
切手の分類と評価の仕方は、普及版カタログである「さくら日本切手カタログ」と同方針が採用されている。切手に対して示す評価は、メイン・ナンバー（切手1種ごと）の単片だけでなく、同種の切手のタイプ違いやバラエティなど数多くの項目について記載。状態の違いによる評価の差、切手を貼ったままの郵便物（カバー、エンタイア）の価値も示すなど、それぞれの切手について多角的な評価を掲げている。
2004年に沖縄、満州国、中国占領地、南方占領地を専門とした『日専 日本関連地域カタログ2004』が刊行されたことを受け、2005年版からはこれらの地域のページが含まれなくなった。また2007年以降は更に分冊化が進むが、全巻が一度に刊行されるわけではない。例えば次のように、Vol.1 と Vol.3 は刊行時期が異なる。
- 日本切手専門カタログVol.1 戦前編2007
- 日本切手専門カタログVol.2 戦後編2008
- 日本切手専門カタログVol.3 日本関連地域編2008

2012年版を最後にしばらく中断されていたが、分巻方法を変更するかたちで2016年から新たに普通切手専門のシリーズの刊行が開始された。2024年現在の最新版は次の通り。
- 日本普通切手専門カタログ VOL.1 戦前編（2016年）
- 日本普通切手専門カタログ VOL.2 戦後・ステーショナリー編（2017年）
- 日本普通切手専門カタログ VOL.3 郵便史・郵便印編（2018年）

## 掲載分野

### 普通切手
手彫切手（竜切手、桜切手、鳥切手）、小判切手、菊切手、旧高額切手、大正切手（田沢型切手、富士鹿切手、震災切手、新高額切手、風景切手）、昭和切手（第1次昭和、第2次昭和、第3次昭和）、新昭和切手（第1次新昭和、第2次新昭和、第3次新昭和）、産業図案切手、昭和すかしなし切手、動植物国宝図案切手（第1次動植物国宝、第2次動植物国宝、第3次動植物国宝）、新動植物国宝図案切手、平成切手、慶弔切手、電子郵便切手、高齢者向け切手、額面印字コイル切手、航空切手、切手帳

### 記念・特殊切手
文化人シリーズ、花シリーズ、鳥シリーズ、魚介シリーズ、自然保護シリーズ、特殊鳥類シリーズ、高山植物シリーズ、昆虫シリーズ、水辺の鳥シリーズ、四季の花シリーズ、観光地百選シリーズ、日本三景シリーズ、名園シリーズ、近代洋風建築シリーズ、世界遺産シリーズ、日本の民家シリーズ、国宝シリーズ、古典芸能シリーズ、昔ばなしシリーズ、相撲絵シリーズ、近代美術シリーズ、日本の歌シリーズ、伝統的工芸品シリーズ、奥の細道シリーズ、馬と文化シリーズ、歌舞伎シリーズ、わたしの愛唱歌シリーズ、年中行事シリーズ、お祭りシリーズ、SLシリーズ、船シリーズ、電気機関車シリーズ、郵便切手の歩みシリーズ、戦後50年メモリアル・シリーズ、20世紀シリーズ、江戸開府400年シリーズ、科学技術のアニメ・シリーズ、アニメ・ヒーロー・ヒロインシリーズ、公園切手、年賀切手

### 日本郵政公社発足後の新形態の切手
グリーティング切手、写真付き切手、フレーム切手

### 在外局・軍事・その他の切手
在外局切手（在朝鮮局、在中国局）、軍事切手、郵便貯金切手、台湾地方切手、選挙切手、電信切手、飛信逓送切手、村送り切手、サザーランド切手、板東収容所切手

### 日本関連地域切手
沖縄切手、「満州国」切手、中国占領地切手（華北、蒙疆、華中、華南）、南方占領地切手（香港、ビルマ、アンダマン・ニコバル諸島、マライ、北ボルネオ、オランダ領東インド、フィリピン）

### ステーショナリー
普通はがき、外信用はがき、記念・特殊はがき、年賀はがき、季節見舞はがき、はあとめーる、青い鳥はがき、広告つきはがき、絵入りはがき、ふるさと絵はがき、切手つき封筒、航空書簡、小包はがき、軍事郵便はがき、特別軍事航空はがき、在外局発行、旧植民地発行、「みほん」「見本」、JPS郵趣活動マテリアル